# 大阪市立新平野西小学校
大阪市立新平野西小学校（おおさかしりつ しんひらのにし しょうがっこう）は、大阪府大阪市平野区にある公立小学校。

## 概要
平野区の北西部に位置する。大阪市立平野西小学校の分校として開設したのち、通学区域の見直しにより1988年に分離独立した。

## 沿革
1984年に設置された大阪市立平野西小学校分校を起源とする。平野西小学校は、1980年代頃には1500人以上を有する過大規模校に位置づけられ、過大規模校解消の必要が生じていた。そのため、1988年に平野西小学校から分離する形で大阪市立新平野西小学校が開校した。

### 年表
- 1984年4月 - 大阪市立平野西小学校分校として設立。当初は特定の学年のみが通う形を取られた。
- 1988年4月 - 大阪市立平野西小学校より分離独立し、大阪市立新平野西小学校として開校。
- 1995年10月 - 養護学級設置。

## 通学区域
- 大阪市平野区 背戸口1丁目-3丁目、平野西1丁目-6丁目。

卒業生は基本的に大阪市立平野中学校に進学する。

## 交通
- 地下鉄谷町線 駒川中野駅 北東へ約900m。
- 地下鉄谷町線 平野駅 北西へ約900m。